# Абботтабад (район)
Абботтабад (ضِلع ایبٹ آباد) — район пакистанської провінції Хайбер-Пахтунхва. Він є частиною Хазарського відділу і займає площу 1969 км2, головним містом є Абботтабад. Сусідні райони:Мансехра на півночі, Музаффарабад на сході, Гаріпур на заході та Равалпінді на півдні.

## Історія

### Походження назви
Район названо на честь майора Джеймса Аббота, першого заступника комісара Хазари (1849–1853).

### Хазара
Під час британського правління Абботтабад став столицею регіону Хазара, який був названий на честь долини Хазара, невеликої долини в найвіддаленіших Гімалаях, між Індом на заході та Кашміром на сході.
Нинішній район Абботтабад спочатку був техсілем Хазари, Імперський вісник Індії описав його так:
|  | Тахсіл округу Хазара, Північно-Західна прикордонна провінція, лежить між 33°49' і 34° 22' пн.ш. і 72°55' і 73° 31' сх.д., площа 715 км2. На сході він обмежений Джелумом, який відділяє його від Пунча та Пенджабського округу Равалпінді; і він включає частину гірських долин, що дренуються річками Дор і Гарро, разом із гірською місцевістю на сході. Схили пагорбів на півночі та північному сході вкриті лісом. Населення в 1901 році становило 194 632, порівняно зі 175 735 у 1891 році. Він містить міста АББОТТАБАД (населення 7 764), Тахсил і штаб-квартиру округу та НАВАШАХР (4 114); і 359 сіл. Земельний дохід і відступи становили в 1903-4 рр. руп. 97 000. |

У 1976 році техсіли Мансехра і Баттаграм були виділені в новий район Мансехра, тоді як техсіль Харіпур став окремим районом у 1991 році:8

## Адміністрація

### Провінційні збори
| Депутат провінційних зборів | Партійність                         | Виборчий округ       | рік      |
| --------------------------- | ----------------------------------- | -------------------- | -------- |
| Назір Ахмед Аббасі          | Пакистан Техрік-е-Інсаф             | PK-36 Абботтабад-І   | 2018 рік |
| Сардар Аурангзеб            | Пакистанська мусульманська ліга (N) | PK-37 Абботтабад-II  | 2018 рік |
| Каландар Хан Лодхі          | Пакистан Техрік-е-Інсаф             | PK-38 Абботтабад-III | 2018 рік |
| Муштак Ахмед Гані           | Пакистан Техрік-е-Інсаф             | PK-39 Абботтабад-IV  | 2018 рік |

## Підрозділи

Карта, що показує адміністративні підрозділи району Абботтабад, ради Союзу Хавеліан Техсіль виділені зеленим кольором, тоді як ради Абботтабад Техсіль виділені червоним кольором (також показано назви сусідніх з Абботтабадом районів).

Район Абботтабад поділяється на три техсілі, Абботтабад Техсіль, Хавеліан Техсіль і Техсіль Нижній Танавал (він же Шерван Тешсіль), а також одна міська адміністрація – Наваншер. В окрузі є п'ятдесят одна рада профспілки, 38 в Абботтабад Техсіл і 13 в Хавеліан.